# Boechera porphyrea
Boechera porphyrea är en korsblommig växtart som först beskrevs av Elmer Ottis Wooton och Paul Carpenter Standley, och fick sitt nu gällande namn av Windham, Al-shehbaz och P. Alexander. Boechera porphyrea ingår i släktet indiantravar, och familjen korsblommiga växter. Inga underarter finns listade i Catalogue of Life.